# Kondavabanahalli, Gudibanda
Kondavabanahalli là một làng thuộc tehsil Gudibanda, huyện Kolar, bang Karnataka, Ấn Độ.